# Soldi
«Soldi» (en español: «Dinero») es una canción escrita por el cantante Mahmood junto a Dario "Dardust" Faini y Charlie Charles. Fue producida por Faini y Charlie Charles. Fue grabada por Mahmood y lanzada como sencillo el 6 de febrero de 2019. Fue incluida en el relanzamiento del extended play Gioventù bruciata, y es el primer sencillo de su primer álbum, también titulado Gioventù bruciata que fue lanzado el 1 de marzo de 2019.
Mahmood actuó con la canción por primera vez en la 69.ª edición del Festival de la Canción de San Remo en febrero de 2019 y ganó la competición, recibiendo el derecho de representar a Italia en el Festival de la Canción de Eurovisión 2019. 
Esto fue más tarde confirmado.
La letra está predominante en italiano, con una frase en árabe, convirtiéndose así en la tercera vez que se lleva una canción en la que figura el idioma árabe al festival después de Marruecos en 1980 e Israel en 2009.

## Historia
Entrevistado por TV Sorrisi e Canzoni, Mahmood reveló que comenzó a escribir la canción en compañía de unos amigos. A pesar de esto, le llevó tiempo completar la canción. Los productores Dardust y Charlie Charles contribuyeron al sonido y tomaron elementos de la música trap. 
Sonidos hip hop también están mezclados con influencias árabes.
La canción no contiene un estribillo como tal. Según el productor y músico italiano Andrea Rodini, la canción se basa en tres elementos: la repetición de la palabra "soldi" (dinero), el verso "come va" (¿Qué tal?), pronunciada varias veces consecutivas, y el sonido de palmas, lo que Rodini describe como un estribillo "cubístico".
«Soldi» es una canción autobiográfica sobre la "familia no convencional" de Mahmood. La letra explora la relación de Mahmood con su padre, quien abandonó la familia cuando él era pequeño. Expone a un padre mentiroso, contradictorio y poco confiable, cuya principal prioridad es el dinero en lugar de su familia. El dinero es representado como una de las razones del final de la relación padre-hijo. Mahmood explicó que la letra "evoca una memoria" y que "hay mucho enfado" en ella. Sus versos reproducen una serie de diferentes imágenes, a menudo usadas por Mahmood como metáforas.
La canción también incluye una frase en árabe. Aunque Mahmood no habla el idioma con fluidez, explicó cómo su padre egipcio lo llamaba cuando era niño y que eligió añadir ese verso para rememorar cierto momento de su vida.
Durante su participación en el festival de Eurovisión, celebrado en Tel Aviv (Israel) se convirtió en uno de los favoritos. 
Los jurados de los países participantes dejaron el tema en cuarta posición y el televoto popular en tercera. Finalmente, estuvo a punto de ganar, ya que el cómputo total le dejó en la segunda plaza, siendo superado solamente por el representante neerlandés Duncan Lawrence. Fue una de las canciones más exitosas de la edición en la listas de ventas y descargas.

## Videoclip
El videoclip de «Soldi» fue dirigido por Attilio Cusani.

## Listas
| Listas (2019)                       | Posición |
| ----------------------------------- | -------- |
| Alemania (GfK Entertainment Charts) | 32       |
| Austria (Ö3 Austria Top 40)         | 12       |
| Bélgica (Ultratop Flandes)          | 50       |
| Bélgica (Ultratip Valonia)          | 16       |
| Francia (SNEP)                      | 130      |
| España (PROMUSICAE)                 | 5        |
| Italia (FIMI)                       | 1        |
| Noruega (VG-lista)                  | 16       |
| Países Bajos (Single Top 100)       | 16       |
| Reino Unido (UK Singles Chart)      | 73       |
| Suecia (Sverigetopplistan)          | 8        |
| Suiza (Schweizer Hitparade)         | 5        |

## Certificaciones
| País   | Organismo certificador | Certificación | Ventas certificadas | Ref.   |
| ------ | ---------------------- | ------------- | ------------------- | ------ |
| España | PROMUSICAE             | 1x Platino    | 40 000              | [ 19 ] |
| Italia | FIMI                   | 3× Platino    | 150 000             | [ 20 ] |